# 56a edició dels Premis Sant Jordi de Cinematografia
La 56a edició dels Premis Sant Jordi de Cinematografia va tenir lloc en 2012. Com en anys anteriors, un jurat compost per més de vint crítics cinematogràfics de Barcelona va decidir mitjançant votació els qui eren els destinataris dels premis Sant Jordi que Ràdio Nacional d'Espanya (RNE) concedeix anualment al cinema espanyol i estranger en els set apartats competitius i que en aquesta edició distingeixen a les pel·lícules estrenades al llarg de l'any 2011. Aquest sistema d'elecció fa que els premis estiguin considerats com un premi de la crítica barcelonina.
El jurat va estar compost per Núria Cornet, de l'agencia EFE; Dídac Alcántara, de COM Radio; Nuria Vidal i Faust Fernández, de Fotogramas; Desireé de Fez, de Guía del Ocio; Ángel Comas, de Imágenes de Actualidad; Quim Casas, d'El Periódico; Rafael Miret, de Dirigido por; Àngel Sala, de TV3; Oti Rodríguez, d'ABC; Carlos Losilla, de Caiman Cuadernos de Cine; Xavier Roca, d' Avui; Jordi Camps, d' El Punt; Carles Mir, de BTV; Lluís Bonet, de Time Out; Salva Llopart i Marta Armengou, de La Vanguardia; Eduardo de Vicente, d'Onda Cero; Jordi Picatoste, de Mondo Sonoro; Joan Vilá, de TVE; i Argimiro Lozano, Joan Munsó i Conxita Casanovas, de Ràdio Nacional d'Espanya. El jurat va donar a conèixer els premis el 30 de gener de 2012.
A més dels premis competitius, RNE va concedir el Premi a la trajectòria professional a l'actriu Julieta Serrano, i la Generalitat de Catalunya va atorgar el Premi a la indústria al director, guionista i productor Ventura Pons. Finalment, el públic de Ràdio 4 va concedir per votació les denominades «Roses de Sant Jordi» a les quals va considerar millors pel·lícules nacional i estrangera.
Els premis van ser lliurats el 16 d'abril de 2012 a l'antiga fàbrica Damm en una cerimònia presentada pels periodistes Xantal Llavina, de Ràdio 4, i Oriol Nolis, de TVE.

## Premis Sant Jordi
| Categoria                              | Premiat            | Labor premiada                                  |
| -------------------------------------- | ------------------ | ----------------------------------------------- |
| Millor pel·lícula espanyola            | Chico y Rita       | Pel·lícula                                      |
| Millor actor en pel·lícula espanyola   | José Coronado      | No habrá paz para los malvados                  |
| Millor actriu en pel·lícula espanyola  | Michelle Jenner    | No tengas miedo                                 |
| Millor òpera prima                     | EVA                | Pel·lícula                                      |
| Millor pel·lícula estrangera           | The Artist         | Pel·lícula                                      |
| Millor actor en pel·lícula estrangera  | Michael Fassbender | Jane Eyre A Dangerous Method X-Men: First Class |
| Millor actriu en pel·lícula estrangera | Kirsten Dunst      | Melancolia                                      |
| Premi especial a la indústria          | Ventura Pons       | Director, guionista i productor                 |
| Premi a la trajectòria professional    | Julieta Serrano    | Trajectòria                                     |

## Roses de Sant Jordi

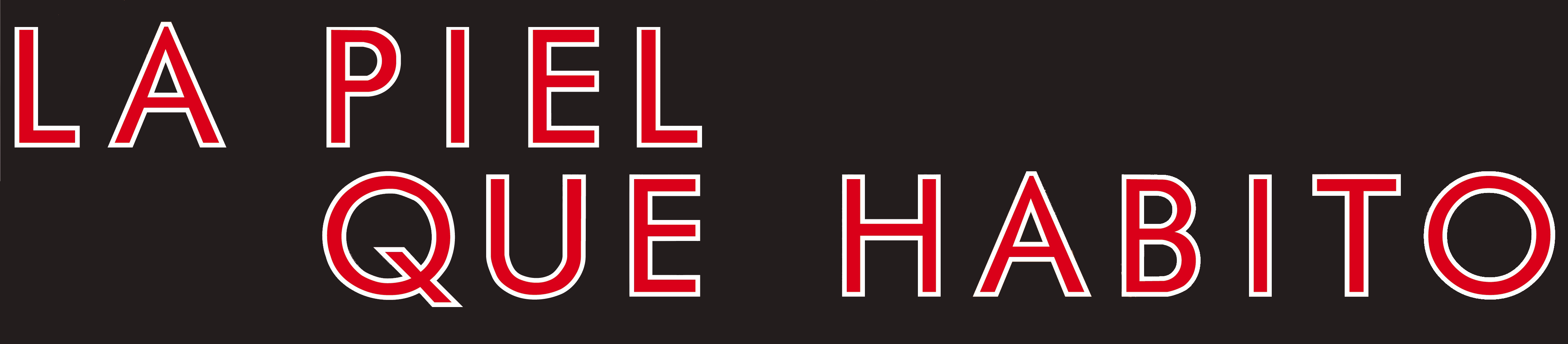
La pel·lícula de Almodóvar va ser la preferida dels oïdors de Ràdio 4.

| Categoria                    | Premiat            |
| ---------------------------- | ------------------ |
| Millor pel·lícula espanyola  | La piel que habito |
| Millor pel·lícula estrangera | Drive              |